# All That She Wants
Singles de Ace of Base
Wheel of Fortune
(1992) Happy Nation
(1993)
All That She Wants est une chanson du groupe suédois Ace of Base issue de leur premier album studio, Happy Nation sortie en décembre 1992.

## Vidéo
Une vidéo promotionnelle a été tournée pour promouvoir le single. Elle a été produite par Matt Broadley.

## Liste des chansons
- France CD Maxi

1. « All That She Wants » (Radio Edit)
2. « All That She Wants » (12" Version)
3. « All That She Wants » (Banghra Version)
4. « All That She Wants » (Madness Version)

- États-Unis CD single

1. « All That She Wants » — 3:31
2. « All That She Wants » (Extended Single/Dub Version) — 7:56
3. « All That She Wants » (Banghra Version) — 4:15
4. « All That She Wants » (12" Version) — 4:46

- Australie CD Single

1. « All That She Wants » (Radio Edit)
2. « Fashion Party"

## Versions Promotionnelles
- Remixes 2004
- All That She Wants (Voodoo And Serano Radio Edit)
- All That She Wants (Funkstar Deluxe Mix)
- All That She Wants  (Voodoo And Serano Club Mix)

(Finalement le single ne verra jamais le jour)
- Remixed 2014
- All That She Wants (Funkstar De Luxe Cook 'n' Curry Remix)
- All That She Wants (We Are Legends Remix)
- All That She Wants (Bali Bandits Remix)
- All That She Wants (Joeysuki Remix)
- All That She Wants (Andalo Remix)
- All That She Wants (House of Titans Remix)
- All That She Wants (Marc Macrownland Remix)
- All That She Wants (Funkstar De Luxe Cook 'n' Curry Remix Extended)
- All That She Wants (Bali Bandits Remix Extended)
- All That She Wants (Andalo Remix Extended)

## Personnel
- Voix Linn Berggren, Jonas Berggren et Ulf Ekberg
- Écrit par Jonas Berggren et Ulf Ekberg
- Produit parDenniz Pop, Jonas Berggren et Ulf Ekberg
- Enregistré au Studio SweMix à Stockholm

## Reprises et autres versions
- En 2007, Britney Spears a enregistré une version de la chanson pour son album Blackout. Le titre ne sera finalement pas inclus dans la version finale. La chanson sera postée sur internet.
- En 2008, Holly Ray et Sean Kingston ont samplé la chanson pour Off The Meter[2].
- WIZO, un groupe punk allemand a repris cette chanson[3].
- Le producteur Shitmat a samplé la chanson pour l'album Killababylonkutz avec la chanson Ace of Base Babylon[4].
- Le groupe italien Lucky Star a repris la chanson sur leur premier album LS3 released in 2006[5].
- Le groupe The Kooks en a fait une reprise pour fêter les 40 ans de la BBC Radio 1[6].
- ReinXeed, un groupe suédois de métal, en a fait une reprise sur leur album Swedish Hitz Goes Metal[7].
- En 2014, Nana Vespertine a fait une reprise de la chanson d'Ace of Base dans une version jazz[8].
- En 2014, le groupe allemand Eleven's 2 en a fait une reprise[9].
- En 2015, le groupe français When We Were Young et Sir Samuel font une reprise du morceau.
- En 2018, elle sera arrangée dans un style dream pop par le duo français ŌHM.
- En 2019, elle sera arrangée par l'artiste Sound Of Legend[10].
- En 2022, Alaska Thunderfuck fait une reprise de la chanson sur son album Red 4 Filth.
- En 2024, le rappeur américain Kid Cudi utilise un sample de la chanson pour son titre ElectroWaveBaby présent sur son album Insano.

## Classements

### Classements hebdomadaires
| Classement (1993)                               | Meilleure position |
| ----------------------------------------------- | ------------------ |
| Allemagne (Media Control AG)                    | 1                  |
| Australie (ARIA)                                | 1                  |
| Autriche (Ö3 Austria Top 40)                    | 1                  |
| Belgique (Flandre Ultratop 50 Singles)          | 1                  |
| Belgique (Flandre VRT Top 30)                   | 1                  |
| Canada (100 Hit Tracks)                         | 1                  |
| Canada (Dance)                                  | 1                  |
| Espagne (AFYVE)                                 | 1                  |
| États-Unis (Billboard Hot 100)                  | 2                  |
| États-Unis (Adult Contemporary)                 | 22                 |
| États-Unis (Cash Box)                           | 3                  |
| États-Unis (Hot Dance Music/Maxi-Singles Sales) | 3                  |
| États-Unis (Modern Rock Tracks)                 | 17                 |
| États-Unis (Rhythmic Top 40)                    | 4                  |
| États-Unis (Top 40 Mainstream)                  | 1                  |
| Europe (Eurochart Hot 100)                      | 2                  |
| France (SNEP)                                   | 2                  |
| Irlande (IRMA)                                  | 2                  |
| Italie (FIMI)                                   | 1                  |
| Norvège (VG-lista)                              | 2                  |
| Nouvelle-Zélande (RMNZ)                         | 3                  |
| Pays-Bas (Nederlandse Top 40)                   | 4                  |
| Pays-Bas (Single Top 100)                       | 3                  |
| Pologne (Classements Singles)                   | 16                 |
| Royaume-Uni (UK Singles Chart)                  | 1                  |
| Suède (Sverigetopplistan)                       | 3                  |
| Suisse (Schweizer Hitparade)                    | 1                  |

| Classement (1993)              | Position |
| ------------------------------ | -------- |
| Allemagne (Media Control AG)   | 1        |
| Australie (ARIA)               | 9        |
| Autriche (Ö3 Austria Top 40)   | 2        |
| Belgique (Flandre Ultratop 50) | 13       |
| Canada (Top 100 Hit Tracks)    | 23       |
| Canada (Top 50 Dance Tracks)   | 9        |
| États-Unis (Billboard Hot 100) | 51       |
| Italie (FIMI)                  | 3        |
| Pays-Bas (Nederlandse Top 40)  | 4        |
| Pays-Bas (Single Top 100)      | 7        |
| Suisse (Schweizer Hitparade)   | 3        |

| Classement (1994)              | Position |
| ------------------------------ | -------- |
| États-Unis (Billboard Hot 100) | 9        |
| États-Unis (Cash Box)          | 26       |

| Pays              | Certification | Date             | Ventes certifiées |
| ----------------- | ------------- | ---------------- | ----------------- |
| Allemagne (BVMI)  | 3 × Or        | 1994             | 750 000           |
| Australie (ARIA)  | 2 × Platine   | 1994             | 140 000           |
| Autriche (IFPI)   | Or            | 14 avril 1993    | 15 000            |
| États-Unis (RIAA) | Platine       | 12 novembre 1993 | 1 000 000         |
| France (SNEP)     | Or            | 1992             | 250 000           |
| Royaume-Uni (BPI) | Platine       | 1er juin 1993    | 600 000           |